# Plessenberg (Buchbach)

Plessenberg 1

Plessenberg (auch Plässenberg oder Plachenberg)  ist ein Gemeindeteil der Gemeinde Buchbach im oberbayerischen Landkreis Mühldorf am Inn.

## Lage
Die Einöde Plessenberg liegt 4,3 Kilometer südöstlich von Buchbach in der Gemarkung Ranoldsberg.

## Bevölkerungsentwicklung
Um 1871 gab es in Plessenberg vier Einwohner. Im Mai 1987 lebten dort vier Einwohner in einem Wohngebäude.
| Jahr      | 1871 | 1925 | 1950 | 1970 | 1987 |
| Einwohner | 6    | 7    | 9    | 7    | 4    |